# 菱堡

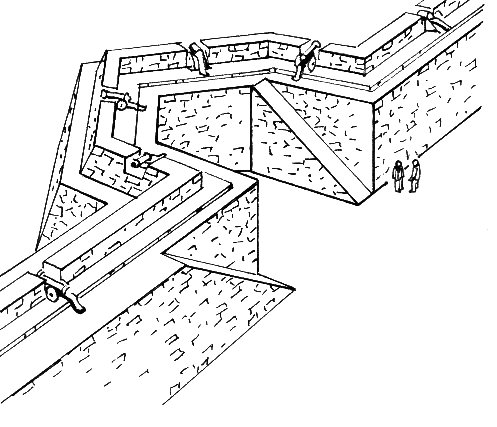
棱堡草圖

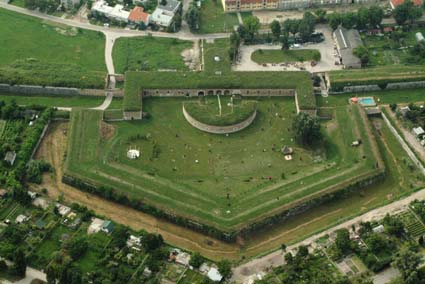
位於斯洛伐克科馬爾諾城堡的一座棱堡

稜堡（Bastion），是一種出現於16世紀中期至19世紀中期的火炮防禦陣地。完整的稜堡除了兩個前端凸出面外，尚包含兩個側面保護帷幕牆並連接稜堡本體。稜堡常被視作堡壘的一個重要組成部分。
在歐洲史料中，「稜堡」一詞常用於專指自帷幕牆向外凸出的角形結構體，然而星形要塞也有被直呼為稜堡的紀錄。

## 歷史
中世紀城堡在新式火炮普及後，其不耐砲擊且防禦死角多的問題暴露出來。百年戰爭末期的攻城戰與君士坦丁堡的陷落等戰事，更使歐洲諸國認識到舊式城牆已不再能抵抗新型加農砲的攻勢。
於17世紀的八十年戰爭中，荷蘭工程師採用半月堡的設計保護主城牆免受砲火直擊。17世紀中葉，法國元帥沃邦改良了義大利的星形要塞，這種新式的堡壘具有較矮的塔樓、更多的砲室、並由數座平直的牆面取代曲面牆，以上設計大幅強化了守軍面對大軍的防禦能力。
進入19世紀後，稜堡由於陸軍的機動性大為提升已然失去了以往的戰略價值。19世紀後歐洲各國普遍不再維護菱堡，因此稜堡留存至今者甚至少於傳統城堡。臺南的億載金城為一座倖存至今的稜堡。

## 缺點
稜堡在為左右攻擊時可夾擊殲滅大部分敵軍，但用平行與主城牆攻擊法，在以之字形推進，即可到稜堡的突出尖端，其就是火力的死角，便可從此做出突破口，對城內進行攻擊。

## 另見
- 星形要塞
- 甕城

## 來源與註解
1. ↑  Whitelaw 1846，p. 444
2. ↑  但在某些文件[來源請求]中發現，星型要塞包含稜堡，並非整體叫做稜堡，所以星型要塞是否等於稜堡，不得而知。
3. 1 2  Hinds & Fitzgerald 1981.

## 外部連結
- picket網頁--棱堡比較 （页面存档备份，存于）